# Prix Jacques-Cartier du roman et de la nouvelle de langue française
Le prix Jacques-Cartier du roman et de la nouvelle de la langue française était un prix littéraire québécois. Ce prix a été créé en 2009 à l’occasion du 25e anniversaire du Centre Jacques-Cartier de Lyon, en collaboration avec le Grand Prix du livre de Montréal.
Le prix visait à récompenser un auteur ou une autrice d'un roman ou d'un recueil de nouvelles écrit en français. Pour pouvoir participer au concours, il fallait être admissible au Grand Prix du livre de Montréal. Les œuvres qui répondaient à ces critères étaient automatiquement soumises au jury.
Le prix consistait en une bourse de 10 000 $ offerte par le Centre Jacques-Cartier de Lyon. Malheureusement ce prix n'est plus attribué, il a été décerné pour la dernière fois en 2014.

## Lauréats
2009 - Monique LaRue, L'œil de Marquise
2010 - Non attribué
2011 - Catherine Mavrikakis, Les derniers jours de Smokey Nelson
2012 - Non attribué
2013 - Fredric Gary Comeau, Vertiges.
2014-  Étienne Beaulieu, Trop de lumière pour Samuel Gaska